# Rapi:t

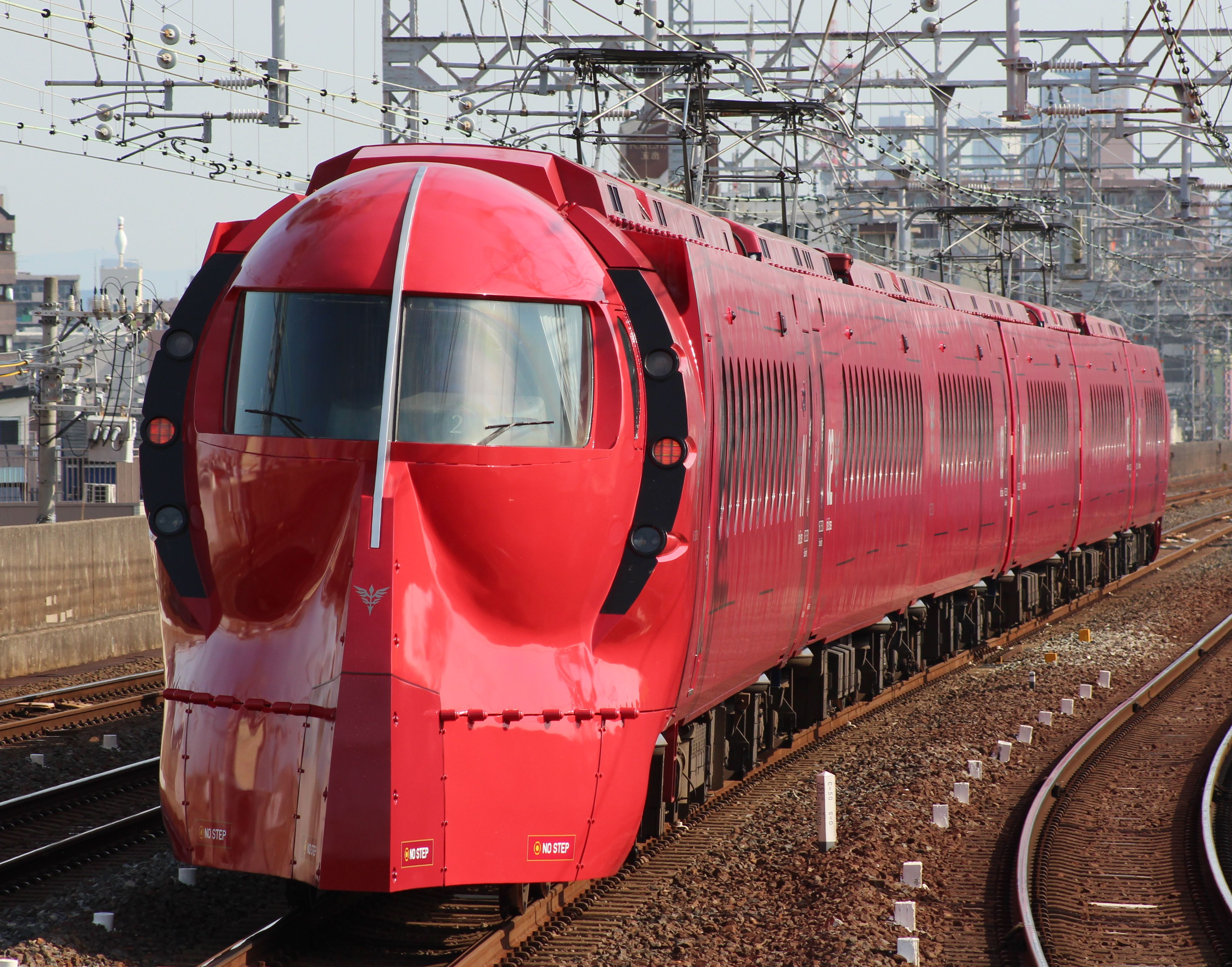
Un train Rapi:t repeint en rouge à la Gundam Neo Zeon à l'occasion du 20e anniversaire.

Le Rapi:t (ラピート, rapiito) est un service de train rapide entre l'Aéroport international du Kansai et la gare de Namba à Osaka, au Japon. Il est exploité par la compagnie Nankai Electric Railway. Le nom vient du mot allemand signifiant rapide, prononcé prononcé en allemand : [ʁaˈpiːt][ʁaˈpiːt].
Le style futuriste et rétro des rames de six voitures, officiellement désignées sous le nom de série 50000, a été conçu par l'architecte Hiroyuki Wakabayashi et a remporté le  "Blue Ribbon Award" en 1995, un an après leur entrée en service.

## Les arrêts
Il y a deux types de Rapi:t. Le Rapi:t β prend 37 minutes de Namba à l’aéroport du Kansai, en s'arrêtant à Shin-Imamiya, Tengachaya, Sakai, Kishiwada, Izumisano et Rinkū Town. Le Rapi:t α prend 34 minutes, s'arrêtant à Shin-Imamiya, Tengachaya, Izumisano, et Rinkū Town. Tous les sièges sont réservés.
4 trains α partent de Namba pour l'Aéroport du Kansai le matin en semaine (6:00, 7:00, 8:00, 9:00), et 6 partent de la gare de l'aéroport du Kansai pour le quartier de Namba à partir de 20 h (2 par heure). Les trains β partent de Namba pour l'Aéroport du Kansai tous les jours, 1 par heure, de 7:00 jusqu'à 10:00 et 2 par heure à partir de 10:00, et 1 ou 2 partent de l'Aéroport du Kansai pour Namba vers 20:00.